# Fabricio Pérez
Fabricio Alexis Pérez Escudero (San Juan, 7 dicembre 2005) è un calciatore argentino, attaccante dell'Estudiantes (LP).

## Caratteristiche tecniche
Gioca come ala destra.

## Carriera
Pérez è cresciuto nelle giovanili dell'Estudiantes (LP) ed ha esordito in prima squadra il 15 settembre 2024 nell'incontro di Primera División pareggiato 1-1 contro il Platense.

## Statistiche

### Presenze e reti nei club
Statistiche aggiornate al 25 febbraio 2025.
| Stagione        | Squadra          | Campionato      | Campionato | Campionato | Coppe nazionali | Coppe nazionali | Coppe nazionali | Coppe continentali | Coppe continentali | Coppe continentali | Altre coppe | Altre coppe | Altre coppe | Totale | Totale | Totale |
| Stagione        | Squadra          | Comp            | Pres       | Reti       | Comp            | Pres            | Reti            | Comp               | Pres               | Reti               | Comp        | Pres        | Reti        | Pres   | Reti   |        |
| --------------- | ---------------- | --------------- | ---------- | ---------- | --------------- | --------------- | --------------- | ------------------ | ------------------ | ------------------ | ----------- | ----------- | ----------- | ------ | ------ | ------ |
| 2024            | Estudiantes (LP) | PD              | 7          | 0          | CA+CdL          | -               | -               | CL                 | -                  | -                  | SA+TdC      | -           | -           | 7      | 0      |        |
| 2025            | Estudiantes (LP) | PD              | 1          | 0          | CA              | 1               | 1               | CL                 | -                  | -                  | -           | -           | -           | 2      | 1      |        |
| Totale carriera | Totale carriera  | Totale carriera | 8          | 0          |                 | 1               | 1               |                    | -                  | -                  |             | -           | -           | 9      | 1      |        |